# Fussballclub Winterthur
Il Fussballclub Winterthur, noto anche come FC Winterthur o, più brevemente, FCW, è una società calcistica svizzera con sede nella città di Winterthur, situata nel Canton Zurigo, che milita in Super League, la prima divisione del campionato svizzero. Viene promosso in Super League al termine della stagione 2021-22.
Fondata nel 1896, è stata tre volte campione di Svizzera (1905-06, 1907-08 e 1916-17). Dopo il titolo del 1908 partecipò al Sir Thomas Lipton Trophy, uno dei primi tornei internazionali per società, dove venne sconfitto in finale dal West Auckland FC dopo aver superato il Torino XI in semifinale.
Negli ultimi periodi di gloria disputò due finali di Coppa di Lega (1972 e 1973) e due finali di Coppa Svizzera (nel 1968, sconfitto dal Lugano, e nel 1975, superato dopo i tempi supplementari dal Basilea). Vanta inoltre cinque partecipazioni (di cui quattro consecutive) alla Coppa Intertoto tra il 1970 e il 1975, all'epoca non ancora organizzata dalla UEFA. Il Winterthur è oltretutto capolista nella classifica eterna della LNB dal lontano 1946.

## Storia

### Origini (1896-1905)

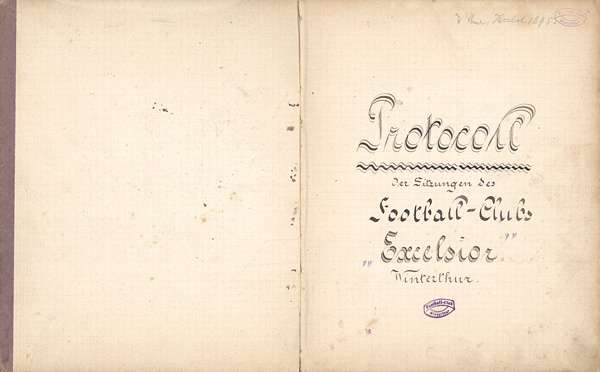
La prima pagina dell'atto costitutivo del Winterthur (1896-1897)

Fondato il 10 maggio 1896 da studenti del Technikum con il nome di Football-Club Excelsior Winterthur, cambia denominazione in Fussball-Club Winterthur nel dicembre dello stesso anno, per poi fondersi con il Cercle Romand alcuni mesi dopo. A due anni dalla fondazione, precisamente il 6 ottobre 1898, la società entra a far parte dell'Associazione Svizzera di Football, iscrivendosi al campionato di Serie B.
Nel 1901 si fonde con il FC Vereinigung Winterthur, la società ginnasiale cittadina. Nella stessa adunanza venne attuata una cosiddetta "rimozione straniera" tra i tesserati del FCW, allora composto da dieci nazionalità diverse (in uno scritto commemorativo si narrava di «una società affermata fortemente da romandi»), con la conseguente uscita volontaria dalla società da parte dei giocatori francofoni che fondarono il FC Latin Winterthur come diretta concorrente. La concorrenza con quest'ultima venne evidentemente vinta in maniera rapida dal FCW, perlomeno il Latin scomparve presto dalle cronache del calcio svizzero.
Nel settembre dello stesso anno, sotto iniziativa della stessa società, venne istituita la Federazione Calcistica della Svizzera dell'Est. Dopo questa passata stagione, il 19 maggio 1902, il Winterthur si apprestò a disputare la sua prima amichevole internazionale contro i tedeschi del FC Alemannia Karlsruhe, imponendosi per 6-1. Evidentemente motivata dal successo sia sportivo che finanziario di questa partita, la società si iscrisse al campionato di Serie A (all'epoca il massimo livello del campionato svizzero di calcio) per la stagione successiva. Tuttavia, durante il girone di ritorno della prima stagione in Serie A 1902-1903, venne squalificata dopo la prima partita contro lo Zurigo per aver schierato un giocatore non tesserato. In seguito, a fronte di alcune cessioni di giocatori, il Winterthur partecipò per due stagioni al campionato cadetto e si iscrisse nuovamente al campionato di Serie A per la stagione 1905-1906.

### I primi due titoli nazionali (1905-1915)
La stagione 1905-1906 prese il via con delle sconfitte in tutte le partite di preparazione (all'epoca chiamate «Partite di Coppa»), motivo per cui la seconda partecipazione al massimo livello del campionato svizzero non partì sotto i migliori auspici. Ciò nonostante, il campionato prese una piega completamente opposta, e con una sola perdita di punti dopo un pareggio al girone di qualificazione, il Winterthur si aggiudicò a sorpresa il suo primo titolo da neopromossa. La doppietta non riuscì nella stagione successiva, uscendo sconfitto nei play-off del Gruppo Est dallo Young Fellows Zurigo, giunto a pari punti. Nelle partite internazionali di precampionato costrinse tra l'altro al pareggio il DFC Praga, mentre i campioni di Germania del Sud del Karlsruher FV vennero addirittura sconfitti in trasferta per 2-1.
Nella susseguente stagione la società si guadagnò come netto vincitore del Gruppo Est l'accesso alla finale, dove in seguito sconfisse lo Young Boys Berna aggiudicandosi il suo secondo titolo di campione di Svizzera, mentre nella stagione 1908-1909 sfiorò l'impresa di bissare il successo. Questa volta però, a prevalere per 1-0 fu lo stesso Young Boys, sconfitto un anno prima.
Nell'aprile del 1909, in qualità di campione di Svizzera in carica, il club ottenne il diritto di partecipare al Sir Thomas Lipton Trophy, uno dei primi tornei internazionali per società, dove venne sconfitto in finale dal West Auckland Town FC, dopo aver superato in precedenza il Torino XI (squadra composta da giocatori della Juventus e del Torino) in semifinale.
Dopo la fusione con il FC Fortuna Winterthur nel 1909, la squadra fu la società più rappresentativa di tutto il calcio svizzero. Nel 1910 la squadra si classificò al secondo posto del Gruppo Est, mancando così l'accesso alla fase finale. Un anno dopo, nonostante il primo posto a pari merito con lo Zurigo e una migliore differenza reti, viene sconfitta dallo stesso per 0-1 allo spareggio. Nelle successive tre stagioni il Winterthur non riuscì più a ritagliarsi uno spazio importante in campionato.

### Il periodo da unificato FC Winterthur-Veltheim (1915-1928)
Nell'aprile del 1914 scoppiò la prima guerra mondiale, per cui la conseguente mobilitazione richiamò nell'esercito anche i giocatori del Winterthur, dimezzando così l'organico in vista del campionato posticipato. Come contromisura si arrivò ad un accordo con il FC Veltheim, club di quartiere di Winterthur fresco neopromosso in Serie A, schierando una squadra congiunta. Come conseguenza di questa collaborazione, il 30 agosto 1915 avvenne la fusione tra le due società (già nel 1912 ci furono trattative, tuttavia bocciate per ben due volte dall'assemblea dei soci del FC Veltheim) con il cambio di denominazione del club in Vereinigter Fussball-Club Winterthur-Veltheim.
Rimasta a secco di successi nel primo anno unificato, nella stagione 1915-1916 la società riuscì nuovamente a qualificarsi per una fase finale, dove però dovette cedere il passo al Cantonal Neuchâtel. Nel 1917, al contrario, la squadra non solo si ritrovò ancora una volta a giocarsi la fase finale, ma si impose contro il FC La Chaux-de-Fonds e lo Young Boys, aggiudicandosi di fatto il suo terzo titolo della storia. Un anno più tardi concluse il campionato a metà classifica del Gruppo Est senza poter difendere il titolo nazionale, mentre nel 1919 si qualificò per l'ultima volta ad una fase finale, perdendo il confronto con il FC Étoile La Chaux-de-Fonds dopo aver pareggiato contro il Servette Ginevra.
Nella stagione 1920-1921 giunse un altro secondo posto nel Gruppo Est della Serie A, mentre nel 1923, in virtù della promozione del neo-fondato SC Veltheim nel massimo campionato svizzero, il Winterthur partecipò nuovamente sotto la denominazione di FC Winterthur. In quegli anni, il club si affermò ancora maggiormente come grande società, istituendo nel 1920 la sezione di atletica leggera (tuttavia assorbita nel 1927 dalla stessa sezione della società ginnastica cittadina) e nel 1923-1924 la sezione tennistica. Nel 1928 il cambio di denominazione divenne effettivo anche negli statuti.

### Intervallo meno glorioso (1928-1967)
Nel 1929, a seguito della fusione con il Winterthurer Sportverein (club nato a sua volta due anni prima dalla fusione del FC Oberwinterthur e FC Tössfeld), la società subì un nuovo cambio di denominazione in Vereinigte Fussballclubs Winterthur, durato ufficialmente fino al 50º anniversario nel 1946. Ciò nonostante, la squadra continuò a partecipare ai campionati come FC Winterthur.
Nel 1928-1929 iscrisse per la prima volta una selezione giovanile al relativo campionato ufficiale, mentre nel 1931, a seguito di una riforma dei campionati e la conseguente riduzione delle squadre partecipanti alla massima serie, il Winterthur viene retrocesso in Seconda Lega (allora la seconda divisione) che un anno più tardi cambierà nome in Prima Lega. Nel 1933-1934 susseguì una retrocessione nella terza divisione nazionale, salvo poi riconquistare subito la promozione al campionato cadetto. Nel 1939 retrocesse nuovamente in terza divisione che nel frattempo aveva cambiato nome in Seconda Lega. Il club vi trascorse un po' di tempo, per quanto dopo l'introduzione della Lega Nazionale nel 1944 cambiò nome in Prima Lega.
Solamente a undici anni di distanza dalla retrocessione, sotto la guida dell'allenatore-giocatore Josef "Sepp" Zürcher, riesce a centrare nuovamente la promozione in LNB. Sei anni più tardi (nel 1956) il Winterthur torna in LNA dopo un quarto di secolo. Nell'anno a seguire avvenne una nuova suddivisione societaria con la relativa scissione della sua sezione tennistica collegata che cambierà nome in Tennisclub FC Winterthur. Il legame alla società madre venne curato contrattualmente fino alla fine del 1973, dopodiché il Winterthur risolse il contratto in essere e il Tennisclub cambiò nome in TC Schützenwiese due anni più tardi.
La squadra rimase in LNA fino al 1958, per poi essere promossa nuovamente l'anno dopo. Nella stagione 1959-1960 conseguì un buon sesto posto su quattordici squadre partecipanti, tuttavia retrocesse nuovamente nella stagione successiva. Nel 1966-1967 si ritrovò ancora una volta in LNA, ma anche in questa occasione il club non riuscì a salvarsi.

### L'ultima era gloriosa del FCW (1967-1977)
Nella stagione 1967-1968, sotto la guida di René Hüssy e con il titolare Timo Konietzka in formazione, la società non solo riuscì a conquistare la promozione diretta in LNA, ma raggiunse anche la finale di Coppa Svizzera per la prima volta nella sua storia, persa per 1-2 contro il Lugano. Questo diede inizio all'ultima era gloriosa del Winterthur.
La stagione 1968-1969 si concluse con un undicesimo posto in campionato, mentre quella successiva del 1969-1970 con un ottavo. Fu allora che il club ottenne il diritto di partecipare alla Coppa Intertoto, all'epoca non ancora organizzata dalla UEFA. Nella stagione 1970-1971 si classificò al sesto posto, così come nel 1971-1972 quando riuscì ad approdare per la prima volta in una finale di Coppa di Lega, persa per 1-4 contro il Basilea.
Nel intervallo temporale tra il 1972 e il 1975 prese nuovamente parte alla Coppa Intertoto, senza però mai riuscire a qualificarsi per la Coppa UEFA., mentre nella stagione 1973-1974 si apprestò a disputare la sua seconda finale di Coppa di Lega con il Grasshopper, che ebbe la meglio ai calci di rigore dopo aver concluso i tempi supplementari sul 2-2. In campionato, il Winterthur fece anche registrare il suo miglior piazzamento assoluto nella nuova LNA con il quarto posto finale, alla pari della terza classificata e soltanto a un punto di distacco dalla seconda.
Conclusasi quella stagione, i biancorossi entrarono in una fase calante con un ottavo posto nel 1975 e un undicesimo nel 1976. Ciò nonostante, quell'anno riuscirono nuovamente a raggiungere una finale di Coppa Svizzera che vide prevalere il Basilea per 1-2 dopo i tempi supplementari. Infine, nella stagione 1976-1977 la LNA venne ridimensionata da 14 a 12 squadre e il Winterthur retrocesse in LNB come ultima classificata, concludendo di fatto il suo miglior decennio.

### Ospite fisso in LNB (1977-oggi)

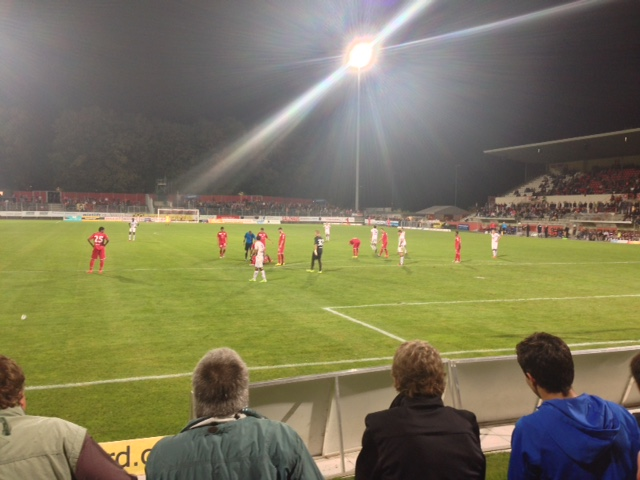
Una fase di gioco durante Winterthur-Servette del 29 settembre 2014, terminata 4-2.

Dopo la retrocessione in LNB, salvo poche eccezioni, il Winterthur rimase sempre nel campionato cadetto. Nelle stagioni 1982-1983 e 1984-1985 partecipò ancora per due volte alla massima serie, senza però riuscirsi a salvare in entrambe le occasioni. Nella stagione 1997-1998 retrocesse in Prima Lega, allora la terza serie nazionale prima dell'introduzione della Promotion League, per poi riconquistare subito la cadetteria.
Infine, durante la sosta invernale del 2001, in una fase dove la squadra occupava stabilmente le prime posizioni, si aprì una grave crisi finanziaria. Vennero a conoscenza debiti per 2,5 milioni di franchi svizzeri e la ripresa degli allenamenti per i play-off promozione/retrocessione fu ritardata di una settimana. Gli stipendi dei giocatori furono dimezzati e istituito un programma di risanamento.
Durante questo periodo il club rischiò seriamente il fallimento e in circostanza, una retrocessione d'ufficio fino alla Quinta Lega. Nell'aprile del 2002, il curatore fallimentare ravvisò ancora 1,2 milioni di debiti. Fu allora che il mese successivo, il nuovo presidente eletto nel settembre 2001, Hannes W. Keller, garantì una fideiussione bancaria per 1,5 milioni di franchi svizzeri. Successivamente la alzò a 1,8 milioni, permettendo al Winterthur di ottenere la licenza per la nuova stagione di Challenge League. In questo modo il club riuscì a salvarsi in extremis dal fallimento, al contrario di altre società storiche come il Lugano, andato completamente in bancarotta, o il Losanna e il Servette, entrambe retrocesse nel campionato dilettanti.
Nella susseguente stagione 2002-2003, nonostante la continua situazione precaria, il Winterthur rimase comunque nel campionato cadetto a causa di un ampliamento dello stesso, evitandogli di fatto la retrocessione. Nella stagione 2005-2006 riuscì a qualificarsi in semifinale di Coppa Svizzera dove venne estromesso dal Sion, vittorioso per 0-1. Per i quarti di finale della manifestazione, che vide il Winterthur contrapporsi al Servette, la società organizzò un treno speciale per Ginevra, permettendo ai tifosi di assistere alla partita. Nel 2008, secondo le nuove direttive imposte dall'ASF, l'intero esercizio professionistico venne trasferito in una nuova società per azioni appena fondata. Nella stagione 2011-2012 il club si qualificò nuovamente per una semifinale di Coppa Svizzera, venendo sconfitto dal Basilea per 1-2 dopo aver eliminato in ordine Baden, Brühl San Gallo, San Gallo e Young Boys Berna.
Durante la pausa estiva del 2015, Hannes W. Keller lascia a sorpresa la presidenza del Winterthur dopo 14 anni, entrando di diritto nella storia della società come il più longevo alla guida del club, rimanendo comunque azionista di maggioranza fino al termine della stagione 2016-2017.
Viene promosso in Super League al termine della stagione 2021-22, dopo un lungo testa a testa con il FC Aarau e il FC Sciaffusa  conclusosi clamorosamente a pari punti dalle tre squadre.

## Colori e simboli

### La maglia

#### Maglie storiche

##### Casa
| 1896 | 1896-1897 | 1904-1905 | 1905-1906 | 1949-1950 | 1957-1958 |

| 1968-1969 | 1972-1973 | 1979-1980 | 1980-1981 | 2004-2005 | 2014-2015 |

##### Trasferta
| 1972-1973 | 1980-1981 | 2004-2005 | 2007-2008 | 2014-2015 |

### Colori
I primi scritti disponibili testimoniano l'adozione da parte dell'Excelsior di una maglia di colore nero con una banda bianca all'altezza del petto. Nel dicembre del 1896, quando questo cambia denominazione in Fussball-Club Winterthur, il colore della divisa diventa neroazzurra. Tale abbinamento sopravvive sino alla stagione 1904-1905, quando le casacche diventano biancoazzurre per poi passare al biancorosso, familiare sino ai giorni nostri e che richiama i colori dell'omonima città. La prima divisa solitamente è rossa con inserti bianchi, nella seconda invece, a predominare è il blu.

### Simboli ufficiali

#### Stemma
L'emblema identificativo del Winterthur è rimasto sostanzialmente invariato durante gli anni, essendo stato soggetto a moderati restyling. Esso raffigura un cerchio al cui interno, nella parte centrale, trovano posto due leoni rossi su sfondo bianco, presenti anche nello stemma della città. Attorno appare la dicitura, nera, FUSSBALLCLUB WINTERTHUR.

#### Inno
L'inno ufficiale del FCW - il terzo nella storia del club - è "Fuuscht id Luft" (in tedesco alemanno, pugno in aria, inteso come pugno alzato), composto nel 2010 da un rapper locale. In passato figuravano "Willst du dich des Lebens freu'n..." del 1898 e "äftse:we:" degli anni novanta.

## Strutture

### Stadio

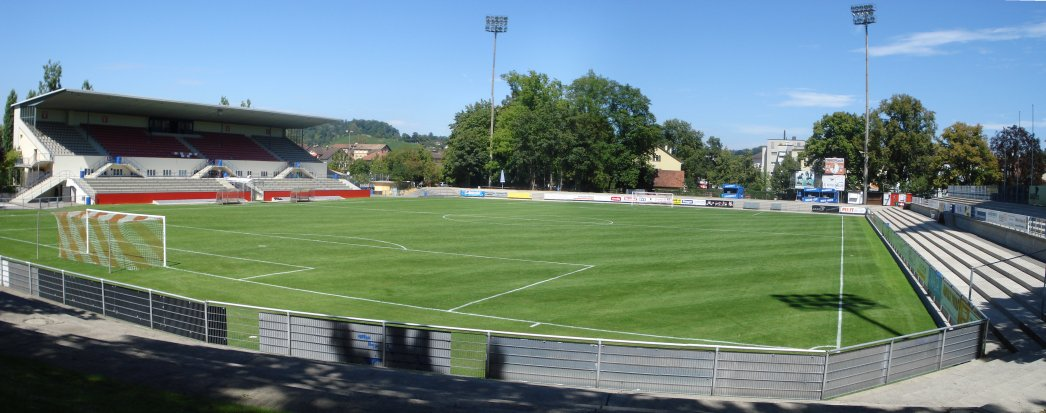
Lo stadio visto dal settore ospiti prima dei lavori di ristrutturazione.

Il Winterthur gioca le partite casalinghe nello stadio Schützenwiese. Ristrutturato nel 1957, ha una capacità di 9.400 spettatori (1.700 seduti e 7.700 in piedi). Le dimensioni del terreno di gioco sono di 105 per 68 metri.
Lo stadio appartiene dagli anni ottanta alla città di Winterthur, la quale finanziò il rinnovo e che dal 2005 gestisce direttamente l'impianto. Fino ad allora, la gestione era affidata alla Genossenschaft Sportplatz Schützenwiese (GSS), la quale aveva finanziato nel 1957 la costruzione della tribuna centrale. Nel 2014 sono stati effettuati ulteriori lavori di ristrutturazione con la rimozione della gradinata Est e la costruzione di una nuova tribuna, inaugurata il 2 marzo 2015 in occasione della partita casalinga contro lo Sciaffusa. In tutta l'area dello stadio ci sono cinque campi da calcio, dei quali quattro in erba naturale e uno sintetico. Lo stadio dista solo cinque minuti dalla stazione ferroviaria di Winterhur ed è situato vicino al tradizionale Sulzer-Hochhaus, grattacielo che fino a poco tempo fa vantava essere il più alto di tutta la Svizzera.

### Centro di allenamento
La prima squadra e il settore giovanile disputano i loro allenamenti e incontri amichevoli anche nella Sportanlage Talgut.

## Società

### Organigramma societario
Consiglio di amministrazione
- Mike Keller- Presidente
- Roland Gnägi - Vicepresidente
- Heinz Boksberger - Direttore finanziario
- Max Fritschi - Responsabile associazioni benefattrici

Funzionari
- Beatrice Alt - Direttrice finanziaria
- Wolfgang Vöge - Consulente sportivo
- Andreas Mösli - Responsabile segreteria sportiva
- Bernhard Roth - Magazziniere
- Heinz Wullschleger - Responsabile arbitri

### Sponsor
| Cronologia degli sponsor tecnici - 1973-1988 Adidas - 1988-1993 Blacky Sport - 1993-2002 Adidas - 2002-2012 Jako - 2012-oggi Gpard | Cronologia degli sponsor ufficiali - 1980-1988 Toni Milch AG - 1988-1991 Suzuki - 1991-1999 Karl Erb AG - 1999-2000 Ardal Fliesenlegen mit System - 2000-oggi Keller AG für Druckmesstechnik |

### Settore giovanile
Il settore giovanile è uno dei punti di forza tradizionali della società. Le sue giovanili non giocano solamente in campionati regionali, ma anche in campionati nazionali e tornei internazionali. Da alcuni anni la stessa ha anche aumentato il numero di giocatori promossi in prima squadra.
Il Winterthur è inoltre una delle nove società della Svizzera che gode del diploma di formazione di maggior livello distribuito dalla federazione calcistica. È l'unica società della Challenge League ad avere questo riconoscimento.
La primavera del Winterthur dal 2006-2007 gioca in Prima Lega, sotto la guida dell'ex-nazionale svizzero Dario Zuffi.

## Allenatori e presidenti
- 1896-1897  Paul Heubi
- 1905-1906  E. Hohmann
- 1907-1908  Henry Müller
- 1916-1917  Henry Müller
 Loquai
- 1923-1924  Henry Müller  Ulrich Koblet
- 1927  Walter Lehmann
- 1928-1929  Danny Shea
- 1930-1931  Max Weiler (mag.-nov.)
 Albert Daurù (nov.-giu.)
- 1931-1932  Albert Daurù (giu.-gen.)
 Kunz (gen.-giu.)
- 1932-1933  Kunz (giu.-lug.)
- 1933-1934  Vilmos Zsigmond
- 1935-1936  Vilmos Zsigmond (ago.-mag.)
 Samay (giu.)
- 1936-1937  Karl Hegnauer (lug.-dic.)
 Willy Wolf (gen.-lug.)
- 1937-1938  Max Noldin (lug.-set.)
 Milorard Ognajov (set.)
 Josef Haist (gen.)
- 1939-1940   Jiří Sobotka (gen.)
- 1942-1944  Max Barras
- 1944-1946  Werner Weiermann
- 1946-1947  Friedrich Maylaender (lug.-ago.)
 Willi Karcher (ago.-nov.)
 Max Barras (nov.)
 Rudolf Soutschek (dic.-giu.)
- 1947-1948  Rudolf Soutschek (giu.-ott.)
 Rudolf Brönnimann  Willi Karcher (nov.gen.)
 Rudolf Brönnimann (gen.-giu.)
- 1949-1950  Josef Zürcher
- 1950-1951  Walter Kägi
- 1951-1952  Walter Kägi (lug.-dic.)
 Josef Lachermeier (gen.-lug.)
- 1952-1958  Josef Lachermeier
- 1958-1960  Branislav Vukosavljević
- 1960-1961  Werner Voigt
- 1961-1963  Willi Macho
- 1963-1970  René Hüssy
- 1970-1975  Willy Sommer
- 1975-1976  Rainer Ohlhauser (lug.-dic.)
 Werner Schley (gen.-giu.)
- 1976-1977  Helmut Kosmehl
- 1977-1978  Manfred Odermatt
- 1978-1980  Lambertus Theunissen
- 1980-1984  Adolf Noventa
- 1984-1985  Adolf Noventa (lug.-ott.)
 Ivan Kodric (ott.-giu.)
- 1985-1986  Ivan Kodric
- 1986-1987  Ivan Kodric (lug.-ott.)
 Ernst Rutschmann (ott.-lug.)
- 1987-1988  Ernst Rutschmann
- 1988-1989  Otto Luttrop
- 1989-1990  Alfons Bosco
- 1990-1991  Kurt Scheller (ago.)
 Bruno Gabrieli (set.)
- 1991-1992  Charly In-Albon
- 1992-1993  Wolfgang Frank
- 1993-1994  Wolfgang Frank (lug.-gen.)
 Pierre-Albert Chapuisat (gen.-giu.)
- 1994-1995  Pierre-Albert Chapuisat
- 1995-1997  Martin Andermatt
- 1997-1998  Juan Carlos Bernegger (giu.-gen.)
 Heinz Bigler (gen.-apr.)
 Aurelio Coduti (apr.)
- 1998-2000  Peter Knäbel
- 2000-2001  Martin Rueda (giu.-gen.)
 Walter Grüter (gen.-giu.)
- 2001-2002  René Weiler (giu.-lug.)
 Urs Schönenberger (lug.-dic.)
 René Weiler (gen.-feb.)
 Ivan Koritschan (feb.-giu.)
- 2002-2003  Ivan Koritschan
- 2003-2004  Yannick Schwéry (lug.-set.)
 Hans-Joachim Weller  René Weiler (set.-dic.)
 Giovanni Dellacasa (dic.-giu.)
- 2004-2009  Matthias Walther
- 2009-2014   Boro Kuzmanovic
- 2014-2015  Jürgen Seeberger
- 2015-2016  Jürgen Seeberger (lug.-nov.)
 Umberto Romano  Dario Zuffi (nov.-dic.)
 Sven Christ (dic.-giu.)
- 2016-2017  Sven Christ (lug.-feb.)
 Umberto Romano  Dario Zuffi (feb.-giu.)
- 2017-2018  Umberto Romano (lug.-dic.)
 Livio Bordoli (gen.-)
- 2018-2021    Ralf Loose
- 2021-2022       Alexander Frei
- 2022-2023  Bruno Berner
- 2023-2024   Patrick Rahmen
- 2024-       Ognjen Zaric

- 1896-1897  E. Köpplin (apr.-ago.)
 Emil Bindschedler (ago.-mag.)
- 1897-1898  Arthur M. Ryley (mag.-ago.)
 Paul Ilg (ott.-apr.)
- 1898-1899  Max Arbenz (apr.-ott.)
 Hans Studer
- 1899-1900  Hans Studer (fino ott.)
 Hans Mettler
- 1900-1901  Emil Rutishauser
- 1901-1902  Emil Rutishauser (fino gen.)
 Harry Wise (gen.-apr.)
 R. Heinrichs (gen.-giu.)
- 1902-1903  G.König (giu.-ago.)
 Eugen Diener (ago.-mag.)
- 1903-1904  Emil Frauenfelder (mag.-mar.)
 Hans Rietmann (mar.-apr.)
 David Witzig (apr.-giu.)
- 1904-1905  Hans Sporrer
- 1905-1906  Hans Sporrer (fino mar.)
 Hans Baer
- 1906-1907  Hans Baer
- 1907-1908  Hans Baer (fino nov.)
 Georges Lang
- 1908-1909  Georges Lang
- 1909-1910  Jules Schwarz
- 1910-1911  Hans Baer (giu.-nov.)
 Carl Dalber
- 1911-1912  Carl Dalber (fino dic.)
 Fritz Frauenfelder
- 1912-1913  Eugen Schuler
- 1913-1916  Heinrich Müller
- 1916-1918  Carl Ommerli
- 1918-1919  Hans Koblet
- 1919-1921  Carl Bürgi
- 1921-1924  Heinrich Müller
- 1924-1925  Hans Spahni
- 1925-1926  Carl Egli
- 1926-1927  Hans Koblet  Hans Kramer
- 1927-1928  Heinrich Müller  Karl Egli
- 1928-1929  Carl Ommerli  Ernst Arbenz
- 1929-1930  Carl Ommerli  Hans Koblet
- 1930-1932  Hermann Büeler  Louis Daurù
- 1932-1932  Hermann Büeler  Carl Arbenz
- 1934-1935  Hans Baer  Carl Arbenz
- 1935-1936  Hans Spahni  Theodor Schällebaum
- 1936-1937  Hans Spahni  Ernst Arbenz
- 1937-1939  Hans Spahni
- 1939-1944  Hermann Büeler  Emil Keller
- 1944-1945  Hermann Büeler  Hans Huber
- 1945-1946  Hermann Büeler  Emil Keller
- 1946-1947  Peter Stierlin  Adolf Häberli
- 1948-1949  F. Minder
- 1949-1950  Hermann Büeler
- 1950-1955  Hans Koblet
- 1955-1958  Alvaro Frick
- 1958-1971  Hans Wellauer
- 1971-1975  Urs Nägeli
- 1975-1976  Albert Frisch
- 1976-1984  Georges Hardmeier
- 1984-1987  Viktor Frank
- 1987-1990  Urs Beugger
- 1990-1994  Hans-Ueli Bühler
- 1994-1998  Otto Niederhauser
- 1998-1999  Heinrich Schifferle
- 1999-2000  vacante
- 2000-2001  Fredy Fehr
- 2001-2015  Hannes W. Keller
- 2015-oggi  Mike Keller

## Palmarès

### Competizioni nazionali
- Campionato svizzero: 3

1905-1906, 1907-1908, 1916-1917
- Lega Nazionale B: 6

1955-1956, 1958-1959, 1965-1966, 1967-1968, 1981-1982, 2021-2022
- Serie B (Svizzera): 1

1899-1900
- Prima Lega: 1

1949-1950
- Seconda Lega: 1

1934-1935

### Competizioni giovanili
- Blue Stars/FIFA Youth Cup: 1

1940

### Altri piazzamenti
- Campionato svizzero:

Secondo posto: 1908-1909, 1915-1916
Terzo posto: 1918-1919
- Coppa Svizzera:

Finalista: 1967-1968, 1974-1975
Semifinalista: 1972-1973, 2005-2006, 2011-2012, 2016-2017, 2019-2020, 2023-2024
- Coppa di Lega svizzera:

Finalista: 1972, 1973
Semifinalista: 1981-1982
- Challenge League:

Secondo posto: 1983-1984
Terzo posto: 1944-1945 (gruppo est), 1961-1962, 1962-1963, 1979-1980, 2009-2010, 2012-2013
- Sir Thomas Lipton Trophy:

Finalista: 1909

## Statistiche e record

### Partecipazione ai campionati
| Livello      | Categoria        | Partecipazioni | Debutto   | Ultima stagione | Totale |
| ------------ | ---------------- | -------------- | --------- | --------------- | ------ |
| 1º           | Serie A          | 26             | 1902-1903 | 1929-1930       | 46     |
| 1º           | Prima Lega       | 1              | 1930-1931 | 1930-1931       | 46     |
| 1º           | Lega Nazionale A | 16             | 1956-1957 | 1984-1985       | 46     |
| Super League | 3                | 2022-2023      | 2024-2025 |                 |        |
| 2º           | Serie B          | 6              | 1898-1999 | 1904-1905       | 68     |
| 2º           | Prima Lega       | 7              | 1931-1932 | 1938-1939       | 68     |
| 2º           | Lega Nazionale B | 36             | 1950-1951 | 2002-2003       | 68     |
| 2º           | Challenge League | 19             | 2003-2004 | 2021-2022       | 68     |
| 3º           | Seconda Lega     | 6              | 1934-1935 | 1943-1944       | 13     |
| 3º           | Prima Lega       | 7              | 1944-1945 | 1998-1999       | 13     |

### Partecipazione alle coppe
| Competizione             | Partecipazioni | Debutto   | Ultima stagione | Totale |
| ------------------------ | -------------- | --------- | --------------- | ------ |
| Coppa Svizzera           | 88             | 1925-1926 | 2017-2018       | 88     |
| Coppa Intertoto          | 5              | 1970-1971 | 1975-1976       | 5      |
| Sir Thomas Lipton Trophy | 1              | 1909      | 1909            | 1      |

## Organico

### Rosa 2025-2026
Aggiornata al 20 agosto 2025.
| N. |                           | Ruolo | Calciatore         |
| -- | ------------------------- | ----- | ------------------ |
| 1  | Grecia (bandiera)         | P     | Stefanos Kapino    |
| 4  | Svizzera (bandiera)       | D     | Basil Stillhart    |
| 5  | Germania (bandiera)       | D     | Lukas Mühl         |
| 7  | Svizzera (bandiera)       | C     | Luca Zuffi         |
| 8  | Svizzera (bandiera)       | C     | Théo Golliard      |
| 9  | Svizzera (bandiera)       | A     | Roman Buess        |
| 10 | Filippine (bandiera)      | C     | Randy Schneider    |
| 16 | Svizzera (bandiera)       | C     | Remo Arnold        |
| 17 | Svizzera (bandiera)       | A     | Andrin Hunziker    |
| 18 | Costa d'Avorio (bandiera) | D     | Souleymane Diaby   |
| 19 | Svizzera (bandiera)       | D     | Dario Ulrich       |
| 20 | Svizzera (bandiera)       | C     | Carmine Chiappetta |
| 21 | Svizzera (bandiera)       | D     | Loïc Lüthi         |
| 22 | Svizzera (bandiera)       | C     | Adrian Durrer      |
| 23 | Senegal (bandiera)        | A     | Christian Gomis    |

| N. |                        | Ruolo | Calciatore        |
| -- | ---------------------- | ----- | ----------------- |
| 24 | Svizzera (bandiera)    | D     | Silvan Sidler     |
| 26 | Kosovo (bandiera)      | D     | Ledjan Sahitaj    |
| 27 | Svizzera (bandiera)    | C     | Fabian Rohner     |
| 30 | Svizzera (bandiera)    | P     | Noah Brogli       |
| 33 | Svizzera (bandiera)    | D     | Tibault Citherlet |
| 34 | Svizzera (bandiera)    | A     | Julius Holder     |
| 37 | Svizzera (bandiera)    | C     | Elias Maluvunu    |
| 38 | Svizzera (bandiera)    | D     | Sambou Camara     |
| 44 | Capo Verde (bandiera)  | C     | Stéphane Cueni    |
| 45 | Svizzera (bandiera)    | C     | Alex Jankewitz    |
| 66 | Lussemburgo (bandiera) | D     | Marvin da Graça   |
| 68 | Francia (bandiera)     | A     | Brian Beyer       |
| 75 | Svizzera (bandiera)    | P     | Antonio Spagnoli  |
| 84 | Svizzera (bandiera)    | P     | Nikola Rakic      |
| 99 | Svizzera (bandiera)    | A     | Nishan Burkart    |

Staff tecnico prima squadra
- Uli Forte - Allenatore
- Dario Zuffi - Vice allenatore
- Fabian Raue - Vice allenatore
- Philipp Bowald - Preparatore portieri

Staff medico
- Francesco Antonucci - Medico sociale
- Benjamin Bubeck - Fisioterapista
- Oliver Oehrle - Fisioterapista

Staff settore giovanile
- Roger Etter - Coordinatore tecnico
- Andreas Mösli - Coordinatore sportivo
- Fabio Digenti - Allenatore Primavera
- Luigi De Donno - Allenatore U-18
- Peter Kappeler - Allenatore U-16
- Metin Sengör - Responsabile preformazione